# Rodrigo Rojas Vade
Rodrigo Ernesto Rojas Vade (Santiago, 10 de octubre de 1983), apodado como Pelao Vade, es un ex-activista político chileno, miembro de la Convención Constitucional hasta su renuncia formalizada el 15 de marzo de 2022, y vicepresidente de la misma entre el 29 de julio y el 5 de septiembre de 2021.
Es conocido por haber mentido respecto a un supuesto diagnóstico médico de leucemia que lo afectaba, el cual usó como bandera de lucha durante su campaña para convencional constituyente, revelándose posteriormente que en realidad tenía sífilis. Con este falso diagnóstico de cáncer, cometió el delito de estafa residual en contra de al menos 30 víctimas, siendo condenado por la justicia de su país en febrero de 2023.

## Biografía
Oriundo de Puente Alto, su padre trabajaba en la Compañía de Teléfonos de Chile (CTC) y su madre era dueña de casa. Estudió en el Colegio Polivalente San Damián, e inicialmente estudió Teatro en la Universidad Mayor, pero abandonó dicha carrera debido a la situación económica familiar. Posteriormente se convertiría en técnico en prevención aeronáutica, siendo contratado en 2009 por la aerolínea LAN Airlines (actual LATAM Airlines), donde se desempeñó como operador de vuelos, pasando en 2017 a JetSmart para trabajar como tripulante de cabina.
Fue considerado uno de los iconos del estallido social originado en octubre de 2019, producto de su presencia constante en la primera línea de las protestas en Plaza Baquedano con el torso desnudo, exhibiendo catéteres y cicatrices en su cuerpo. Según Rojas Vade, tanto esas marcas como su calvicie (por la que fue apodado como Pelao Vade por los manifestantes) eran producto de una leucemia linfoblástica mixta que lo aquejaba desde 2012. En septiembre de 2021, sin embargo, una investigación periodística de La Tercera publicó que Rojas Vade no padecía de cáncer, lo que fue reconocido por él mismo. Luego de la publicación, Rojas Vade indicó que tenía otra enfermedad sin identificar y que, producto de prejuicios sociales, decidió mentir respecto a su diagnóstico.
El 15 de septiembre de 2021, mediante una entrevista con El Mercurio, el abogado de Rojas Vade señaló que los diagnósticos reales serían sífilis, púrpura trombocitopénica idiopática y enfermedad de Behcet.

### Convencional constituyente
A fines de 2020 fue uno de los miembros fundadores de La Lista del Pueblo y presentó su candidatura por dicha agrupación en las elecciones de convencionales constituyentes por el distrito 13, resultando electo con 19 312 votos. El 28 de mayo de 2021, ya como convencional electo, fue detenido por carabineros en el Parque Bustamante mientras participaba de una protesta.
El 28 de junio de 2021 fue uno de los fundadores de la «Red Disidente Constituyente», destinada a coordinar la visibilidad y representación de la diversidad sexual en la Convención Constitucional. Los otros integrantes del grupo son Jeniffer Mella, Bessy Gallardo, Valentina Miranda, Javier Fuchslocher, Pedro Muñoz Leiva, Gaspar Domínguez y Tomás Laibe. En la sesión inaugural de la Convención Constitucional, el 4 de julio de 2021, su nombre fue propuesto por La Lista del Pueblo para ocupar la vicepresidencia de dicha instancia; en las 3 votaciones sucesivas obtuvo 29, 45 y 35 preferencias, no resultando electo. Posteriormente, producto de la ampliación de la mesa directiva con 7 nuevas vicepresidencias, obtuvo uno de dichos cupos el 28 de julio. Es integrante de la comisión de Participación y Consulta Indígena.
El 1 de septiembre anunció su renuncia a La Lista del Pueblo y formó junto a otros 16 convencionales constituyentes el grupo «Pueblo Constituyente», que articulará su trabajo dentro de la Convención Constitucional.

#### Controversia sobre salud y renuncia
Luego de que el 4 de septiembre de 2021 se revelara que había mentido respecto a su diagnóstico de salud —afirmó pública y reiteradamente que padecía leucemia cuando, en realidad, se trataba de sífilis—, Rojas Vade pidió perdón a sus votantes e indicó que estaba evaluando retirarse de la Convención, señalando que no tenía «nada más que hacer» allí. Al día siguiente presentó su renuncia a la vicepresidencia adjunta de la Convención Constitucional, la cual fue aceptada por la mesa directiva, siendo reemplazado al día siguiente por Tania Madriaga, quien fue su acompañante en su postulación ya que la normativa establece que las candidaturas a vicepresidencias debían ser en duplas cumpliendo la paridad de género. Producto de esta situación, el 8 de septiembre el colectivo Pueblo Constituyente anunció la expulsión de Rojas de dicho espacio. El 20 de septiembre, Rojas ratificó su renuncia de facto a la Convención, señalando que no asistiría a las sesiones ni participaría de las votaciones que se hagan en el organismo; posterior a su anuncio de renuncia, la cual no había sido oficializada, siguió recibiendo su sueldo de forma íntegra, el cual equivale a 50 unidades tributarias mensuales.
El 11 de marzo de 2022 fue publicada en el Diario Oficial de la República de Chile la reforma constitucional que permitía la renuncia de los convencionales constituyentes cuando hechos graves afecten severamente su desempeño o pongan en riesgo el funcionamiento de la Convención Constitucional, y así lo califique el Tribunal Calificador de Elecciones (Tricel). En la misma jornada Rodrigo Rojas Vade formalizó su renuncia que había sido anunciada en septiembre de 2021. El 15 de marzo, el Tricel aceptó su renuncia a la Convención Constitucional.
El 2 de diciembre de 2022 la Fiscalía anunció que formalizará a Rojas Vade por el delito de estafa, debido a que recibió donaciones para curar el supuesto cáncer que padecía y fue elegido como convencional constituyente utilizando la historia de enfermedad para influenciar la intención de los votantes, arriesgando entre 61 a 541 días de presidio en caso de ser declarado culpable. El 13 de febrero de 2023 fue declarado culpable como autor del delito de estafa residual, siendo condenado a 61 días de presidio, con el beneficio de la remisión condicional de la pena, además de una pena accesoria legal de suspensión de cargos y oficios públicos por el tiempo de la condena, más el pago de una multa ascendente a 11 UTM.

## Historial electoral

### Elecciones de convencionales constituyentes de 2021
- Elecciones de convencionales constituyentes de 2021, para convencional constituyente por el distrito 13, compuesto por las comunas de El Bosque, La Cisterna, Lo Espejo, Pedro Aguirre Cerda, San Miguel y San Ramón.[34]

| Candidato                           | Pacto               | Partido | Votos  | %     | Resultados   |
| ----------------------------------- | ------------------- | ------- | ------ | ----- | ------------ |
| Malucha Pinto Solari                | Lista del Apruebo   | ILYB    | 29 080 | 12,65 | Convencional |
| Ingrid Villena Narbona              | La Lista del Pueblo | ILZN    | 19 801 | 8,61  | Convencional |
| Rodrigo Rojas Vade                  | La Lista del Pueblo | ILZN    | 19 312 | 8,40  | Convencional |
| Natalia Aravena Contreras           | Apruebo Dignidad    | ILYQ    | 13 799 | 6,00  |              |
| Marcos Barraza Gómez                | Apruebo Dignidad    | PCCh    | 11 208 | 4.88  | Convencional |
| Jorge Insunza Gregorio de las Heras | Lista del Apruebo   | PPD     | 4682   | 2.04  |              |
| Rodolfo Seguel Molina               | Lista del Apruebo   | PDC     | 4460   | 1.94  |              |
| Daniel Andrade Schwarze             | Apruebo Dignidad    | RD      | 3141   | 1.37  |              |